# Hisham Tawfiq
Hisham Tawfiq (New York, 17 mei 1970) is een Amerikaans acteur. Hij is bekend van zijn rol als Dembe Zuma in de serie The Blacklist.

## Biografie
Tawfiq was voor zijn carrière als acteur een militair in de United States Marine Corps en werd ingezet tijdens de Golfoorlog. Ook was hij twintig jaar actief als brandweerman. Zijn eerste grote acteerrol was die van Dembe Zuma in de serie The Blacklist. Hij zou deze rol eerst eenmalig spelen, maar vanaf seizoen 3 werd hij onderdeel van de vaste cast.

## Filmografie

### Films
| Jaar | Film                          | Rol             | Opmerkingen |
| ---- | ----------------------------- | --------------- | ----------- |
| 2009 | Notorious                     | Fatigue Guy     |             |
| 2010 | Say Grace Before Drowning     | Chris           |             |
| 2010 | Counterfeit                   | Malik           |             |
| 2010 | Contact Zone                  | Prince          |             |
| 2010 | Five Minarets in New York     | High Roller     |             |
| 2011 | Crazy Beats Strong Every Time | Kofi            |             |
| 2013 | Dead Man Down                 | Jamaican Mike   |             |
| 2014 | Gun Hill                      | Captain Sanford |             |
| 2017 | Dope Fiend                    | Prince          |             |
| 2018 | Skate Kitchen                 | Lawrence        |             |
| 2018 | Jinn                          | Imam Khalid     |             |
| 2020 | To Live and Die in Bed-Stuy   | Bid Ed          |             |
| 2021 | Maya and Her Lover            | Father          |             |

### Televisie
| Jaar      | Film          | Rol               | Afleveringen* |
| --------- | ------------- | ----------------- | ------------- |
| 2009      | Kings         | Serviceman Walter | 5             |
| 2012      | 30 Rock       | Dictator          | 2             |
| 2013–2022 | The Blacklist | Dembe Zuma        | 194           |
| 2018–2020 | Conrad        | Daniel Nack       | 2             |

* Exclusief eenmalige gastrollen